# Gornje Bare
Gornje Bare är sjöar i Bosnien och Hercegovina.   De ligger i entiteten Republika Srpska, i den sydöstra delen av landet, 60 km söder om huvudstaden Sarajevo. Gornje Bare ligger 1 510 meter över havet.
I omgivningarna runt Gornje Bare växer i huvudsak lövfällande lövskog. Runt Gornje Bare är det ganska tätbefolkat, med 67 invånare per kvadratkilometer.